# Сутор
Су́тор (словац. Sútor, угор. Szútor) — село, громада в окрузі Рімавска Собота, Банськобистрицький край, Словаччина. Кадастрова площа громади — 13,26 км². Населення — 587 осіб (за оцінкою на 31 грудня 2017 р.).
Знаходиться за ~8 км на південний схід від адмінцентру округу міста Рімавска Собота, але територіально межує із його мікрорайоном Бакта.

## Історія
Перша згадка 1410 року як Zutor. Історичні назви: 1786-го — Sutor; угор. Szútor.
Село належало граду Блг, потім до Muránskemu panstvu. У 1566-67 роках було зруйновано турецькими військами.
1828 року налічувало 58 будинків та 428 мешканців, які займалися сільським господарством.
1938-44 рр. під окупацією Угорщини.
JRD засновано 1949 року.

## Географія
Село розташоване в середній частині Рімавскої котлини в долині лівої притоки річки Рімава (? — Tahanská dolina).
Найвища точка — гора Іпельнік (словац. Ipeľnik, 305 м н.р.м.,48°21′33″ пн. ш. 20°07′56″ сх. д.).

## Транспорт
Автошлях 2771 (Cesty III. triedy) Павловце (II/571) — Сутор.

## Населення
| Рік:            | 1994. | 2004.    | 2014.    | 2024.    |
| --------------- | ----- | -------- | -------- | -------- |
| Кількість осіб: | 333   | 445      | 555      | 692      |
| Різниця:        |       | +33,63 % | +24,71 % | +24,68 % |

| Рік:            | 2023. | 2024.   |
| --------------- | ----- | ------- |
| Кількість осіб: | 686   | 692     |
| Різниця:        |       | +0,87 % |

## Пам'ятки
Реформатська християнська церква Словаччини — костел, класична монолітна споруда із прибудованою баштою з пірамідальним шпілем; побудований 1810 року. Пам'ятка в занедбаному стані.